# Titularbistum Vinda
Vinda ist ein Titularbistum der römisch-katholischen Kirche.
Es geht zurück auf einen untergegangenen Bischofssitz in der gleichnamigen antiken Stadt, die sich in der römischen Provinz Africa proconsularis im heutigen nördlichen Tunesien befand. Das Bistum gehörte der Kirchenprovinz Karthago an.
| Titularbischöfe von Vinda |                                               |                                                  |                   |                   |
| Nr.                       | Name                                          | Amt                                              | von               | bis               |
| 1                         | Edgar Aristide Maranta OFMCap                 | Apostolischer Vikar von Daressalam (Tansania)    | 27. März 1930     | 25. März 1953     |
| 2                         | Jean-Marie Villot                             | Weihbischof in Paris (Frankreich)                | 2. September 1954 | 17. Dezember 1959 |
| 3                         | Eduardo Tomás Boza Masvidal                   | Weihbischof in San Cristóbal de la Habana (Kuba) | 31. März 1960     | 16. März 2003     |
| 4                         | Francesco Beschi                              | Weihbischof in Brescia (Italien)                 | 25. März 2003     | 22. Januar 2009   |
| 5                         | Franco Coppola Titularerzbischof pro hac vice | Apostolischer Nuntius                            | 16. Juli 2009     |                   |